# Къща на Верен Стамболян
Къщата на Верен Стамболян е разположена на Джамбаз тепе в град Пловдив.
Постройката представлява двуетажна симетрична сграда с огромни размери.
В миналото домът е бил богато украсен и изписан, също така вътрешното обзавеждане е забележително до ден днешен. През 70-те и 80-те години на XX век сградата е наричана „Къщата на художниците в Пловдив“. Организирани са пленери и изложби, а по-късно става международен културен център.
От 2010 г. във възрожденската къща е разположена експозицията с произведения на пловдивския художник Димитър Киров.